# 潘文龍
潘文龍（？—？），字君際，號潤寰，浙江杭州府钱塘县民籍南直隶徽州府歙縣人。明朝政治人物。

## 生平
万历三十四年（1606年）丙午科浙江乡试举人，四十一年（1613年）癸丑科進士，都察院觀政，授行人，四十六年考选，泰昌元年八月授贵州道御史，天啓二年巡按真定，次年养病。